# Raïon de l'Elbrouz
Le raïon de l'Elbrouz (en russe : Эльбру́сский райо́н; en kabarde : Ӏуащхьэмахуэ къедзыгъуэ, en karatchaï balkar : Эльбрус район) est un raïon (district) administratif et municipal, de la république de Kabardino-Balkarie, dans la Caucase, au sud-ouest de la Russie. Il est situé à l'ouest et au sud-ouest de la république. Le territoire du raïon d'Elbrouz couvre une superficie de 1 850,43 km2. Son centre administratif est la ville de Tyrnyaouz. Selon le recensement de 2010, la population du raïon était de 36 260 habitants, dont 57,9% vivaient à Tyrnyaouz.